# Buddy Shuman 250 1968
Buddy Shuman 250 1968 var ett stockcarlopp ingående i  Nascar Grand National Series som kördes 6 september 1968 på den 0,4 mile (643,737 m) långa ovalbanan Hickory Motor Speedway i Hickory, North Carolina. Totalt avverkades 100 miles (160,934 km) fördelat på 250 varv. Banunderlaget var asfalt. Loppet vanns av David Pearson i en Ford på tiden 1:14.40 körande för Holman Moody. Pearsons snitthastighet var 80,357 mph. Prispotten uppgick till 5 540 dollar, varav 1 000 dollar gick till segraren. Loppet är uppkallat efter stockcarföraren Buddy Shuman som dog i en hotellbrand 13 november 1955.

## Resultat
| Plc     | Nr | Förare          | Team/ bilägare           | Konstruktör | Start | Varv | Ledda varv |
| ------- | -- | --------------- | ------------------------ | ----------- | ----- | ---- | ---------- |
| 1       | 17 | David Pearson   | Holman Moody             | Ford        | 2     | 250  | 78         |
| 2       | 71 | Bobby Isaac     | K&K Insurance Racing     | Dodge       | 3     | 250  | 159        |
| 3       | 3  | Buddy Baker     | Fox Racing               | Dodge       | 5     | 249  | 13         |
| 4       | 43 | Richard Petty   | Petty Enterprises        | Plymouth    | 1     | 244  | 0          |
| 5       | 64 | Elmo Langley    | Langley-Woodfield Racing | Ford        | 8     | 244  | 0          |
| 6       | 4  | John Sears      | DeWitt Racing            | Ford        | 7     | 243  | 0          |
| 7       | 38 | Wayne Smith     | Archie Smith             | Chevrolet   | 23    | 239  | 0          |
| 8       | 48 | James Hylton    | Hylton Engineering       | Dodge       | 16    | 238  | 0          |
| 9       | 20 | Clyde Lynn      | Negre Racing             | Ford        | 13    | 235  | 0          |
| 10      | 9  | Roy Tyner       | Roy Tyner                | Pontiac     | 12    | 234  | 0          |
| 11      | 06 | Neil Castles    | Neil Castles             | Plymouth    | 19    | 226  | 0          |
| 12      | 23 | Jabe Thomas     | Robertson Racing         | Ford        | 22    | 220  | 0          |
| 13      | 76 | Ben Arnold      | Don Culpepper            | Ford        | 17    | 219  | 0          |
| 14      | 5  | Earl Brooks     | Robertson Racing         | Ford        | 21    | 216  | 0          |
| 15      | 34 | Wendell Scott   | Scott Racing             | Ford        | 14    | 203  | 0          |
| 16      | 21 | Cale Yarborough | Wood Brothers Racing     | Ford        | 4     | 168  | 0          |
| 17      | 2  | Bobby Allison   | J.D. Bracken             | Chevrolet   | 6     | 130  | 0          |
| 18      | 70 | J.D. McDuffie   | McDuffie Racing          | Buick       | 10    | 121  | 0          |
| 19      | 19 | Cecil Gordon    | Gray Racing              | Ford        | 20    | 113  | 0          |
| 20      | 8  | Ed Negre        | Negre Racing             | Ford        | 11    | 99   | 0          |
| 21      | 84 | Roy Trantham    | Rocky Hinton             | Ford        | 9     | 70   | 0          |
| 22      | 95 | Paul Dean Holt  | Gray Racing              | Ford        | 15    | 47   | 0          |
| 23      | 45 | Bill Seifert    | Seifert Racing           | Ford        | 18    | 20   | 0          |
| Källor: |    |                 |                          |             |       |      |            |